# Israël op de Paralympische Zomerspelen 2020
Israël was een van de landen die deelnam aan de Paralympische Zomerspelen 2020 in Tokio, Japan.

## Medailleoverzicht
| Zwemmen | Ami Omer Dadaon   | 50 m vrije slag, S4 (m)               | Goud   |  |  |
| Zwemmen | Ami Omer Dadaon   | 200 m vrije slag, S4 (m)              | Goud   |  |  |
| Zwemmen | Mark Malyar       | 400 m vrije slag, S7 (m)              | Goud   |  |  |
| Zwemmen | Mark Malyar       | 200 m individuele wisselslag, SM7 (m) | Goud   |  |  |
| Zwemmen | Iad Josef Shalabi | 50 m rugslag, S1 (m)                  | Goud   |  |  |
| Zwemmen | Iad Josef Shalabi | 100 m rugslag, S1 (m)                 | Goud   |  |  |
|         |                   |                                       |        |  |  |
| Roeien  | Moran Samuel      | Eenpersoons sculls, PR1W1x (v)        | Zilver |  |  |
| Zwemmen | Ami Omer Dadaon   | 150 m individuele wisselslag, SM4 (m) | Zilver |  |  |
|         |                   |                                       |        |  |  |
| Zwemmen | Mark Malyar       | 100 m rugslag, S7 (m)                 | Brons  |  |  |

## Deelnemers en resultaten
(m) = mannen, (v) = vrouwen, (g) = gemengd 

### Atletiek

#### Veldonderdelen
| Paralympiër            | Onderdeel            | Resultaat | Prestatie |
| ---------------------- | -------------------- | --------- | --------- |
| Oleksandr Aliekseienko | Kogelstoten, F34 (m) | 9e        | 9.66      |

### Badminton
| Paralympiër     | Onderdeel          | Groepsfase                   | Groepsfase                     | Groepsfase               | Positie | Finalefase           | Finalefase           | Finalefase           | Plaats |
| Paralympiër     | Onderdeel          | Wedstrijd I                  | Wedstrijd II                   | Wedstrijd III            | Positie | Kwartfinale          | Halve finale         | (Troost)finale       | Plaats |
| Paralympiër     | Onderdeel          | Tegenstander Uitslag         | Tegenstander Uitslag           | Tegenstander Uitslag     | Positie | Tegenstander Uitslag | Tegenstander Uitslag | Tegenstander Uitslag | Plaats |
| --------------- | ------------------ | ---------------------------- | ------------------------------ | ------------------------ | ------- | -------------------- | -------------------- | -------------------- | ------ |
| Nina Gorodetzky | Enkelspel, WH1 (v) | SUI Cynthia Mathez V met 0-2 | THA Sujirat Pookkham V met 0-2 | CHN Zhang Jing V met 0-2 | 4e      | Niet gekwalificeerd  | Niet gekwalificeerd  | Niet gekwalificeerd  | 10e    |

### Bankdrukken
| Paralympiër    | Onderdeel  | Resultaat | Prestatie |
| -------------- | ---------- | --------- | --------- |
| Polina Katsman | +86 kg (v) | 7e        | 123.0     |

### Boccia
| Paralympiër       | Onderdeel          | Groepsfase                          | Groepsfase                     | Groepsfase                         | Groepsfase           | Positie | Finalefase           | Finalefase           | Finalefase           | Plaats |
| Paralympiër       | Onderdeel          | Wedstrijd I                         | Wedstrijd II                   | Wedstrijd III                      | Wedstrijd IV         | Positie | Kwartfinale          | Halve finale         | (Troost)finale       | Plaats |
| Paralympiër       | Onderdeel          | Tegenstander Uitslag                | Tegenstander Uitslag           | Tegenstander Uitslag               | Tegenstander Uitslag | Positie | Tegenstander Uitslag | Tegenstander Uitslag | Tegenstander Uitslag | Plaats |
| ----------------- | ------------------ | ----------------------------------- | ------------------------------ | ---------------------------------- | -------------------- | ------- | -------------------- | -------------------- | -------------------- | ------ |
| Nadav Shlomo Levi | Enkelspel, BC3 (g) | BRA Natali Mello de Faria W met 8-0 | POR Nelson Fernandes W met 5-2 | THA Watcharaphon Vongsa V met 0-10 | Niet van toepassing  | 2e      | Niet gekwalificeerd  | Niet gekwalificeerd  | Niet gekwalificeerd  | 9e     |

### Goalball
| Paralympiër                                                              | Onderdeel   | Resultaat | Prestatie |
| ------------------------------------------------------------------------ | ----------- | --------- | --- |
| Lihi Ben David Gal Hamrni Elham Mahamid Noa Malka Or Mizrahi Roni Ohayon | Vrouwenteam | 5e        | Groep A W van Australië met 11-1 V van Canada met 2-6 W van Russisch Paralympisch Comité met 8-3 V van China met 1-4 Kwartfinale: V van Japan met 1-4 |

### Kanovaren
| Atleet             | Onderdeel                  | Heats     | Heats | Halve finale | Halve finale | A/B finale | A/B finale | Eindranking |
| Atleet             | Onderdeel                  | Resultaat | Rang  | Resultaat    | Rang         | Resultaat  | Rang       | Eindranking |
| ------------------ | -------------------------- | --------- | ----- | ------------ | ------------ | ---------- | ---------- | ----------- |
| Pascale Bercovitch | Eenpersoons kajak, KL2 (v) | 1:02.291  | 11e   | 1:00.366     | 9e QB        | 0:58.123   | 2e         | 10e         |

### Roeien
| Shmuel Daniel                                                                       | Eenpersoons sculls, PR1M1x (m) | 10:22.90          | 4e  | 9:28.78  | 3e QA | 10:23.02 | 6e     |  |  |
|                                                                                     |                                |                   |     |          |       |          |        |  |  |
| Moran Samuel                                                                        | Eenpersoons sculls, PR1W1x (v) | Gediskwalificeerd | DSQ | 10:33.34 | 1e QA | 11:18.39 | Zilver |  |  |
|                                                                                     |                                |                   |     |          |       |          |        |  |  |
| Michal Feinblat Simona Goren Shtouk Barak Hazor Achiya Miller Stuur Marlaina Miller | Vier met stuur, PR3Mix4+ (g)   | 7:38.95           | 7e  | 7:09.59  | 4e QA | 7:51.42  | 6e     |  |  |

### Schietsport
| Paralympiër    | Onderdeel                         | Resultaat | Resultaat | Prestatie           | Prestatie           |
| Paralympiër    | Onderdeel                         | Score     | Rang      | Score               | Rang                |
| -------------- | --------------------------------- | --------- | --------- | ------------------- | ------------------- |
| Doron Shaziri  | 50 m geweer, 3 posities SH1 (m)   | 1150.0    | 10e       | Niet gekwalificeerd | Niet gekwalificeerd |
| Doron Shaziri  | 50 m geweer, liggend SH1 (g)      | 613.5     | 21e       | Niet gekwalificeerd | Niet gekwalificeerd |
|                |                                   |           |           |                     |                     |
| Yuliya Chernoy | 10 m luchtgeweer, liggend SH1 (g) | 631.8     | 14e       | Niet gekwalificeerd | Niet gekwalificeerd |
| Yuliya Chernoy | 50 m geweer, liggend SH1 (g)      | 616.3     | 10e       | Niet gekwalificeerd | Niet gekwalificeerd |

### Tafeltennis
| Paralympiër    | Onderdeel         | Groepsfase                   | Groepsfase                   | Positie | Finalefase           | Finalefase           | Finalefase           | Finalefase           | Plaats |
| Paralympiër    | Onderdeel         | Wedstrijd I                  | Wedstrijd II                 | Positie | 1/8e finale          | Kwartfinale          | Halve finale         | Finale               | Plaats |
| Paralympiër    | Onderdeel         | Tegenstander Uitslag         | Tegenstander Uitslag         | Positie | Tegenstander Uitslag | Tegenstander Uitslag | Tegenstander Uitslag | Tegenstander Uitslag | Plaats |
| -------------- | ----------------- | ---------------------------- | ---------------------------- | ------- | -------------------- | -------------------- | -------------------- | -------------------- | ------ |
| Caroline Tabib | Enkelspel, C5 (v) | JOR Khetam Abuawad W met 3-1 | THA Panwas Sringam V met 0-3 | 3e      | Uitgeschakeld        | Uitgeschakeld        | Uitgeschakeld        | Uitgeschakeld        | 7e     |

### Tennis
| Paralympiër                   | Onderdeel               | 1e ronde                              | 2e ronde                                                            | 3e ronde                                                    | Kwartfinale                                             | Halve finale         | (troost)Finale       | Rang |
| Paralympiër                   | Onderdeel               | Tegenstander Uitslag                  | Tegenstander Uitslag                                                | Tegenstander Uitslag                                        | Tegenstander Uitslag                                    | Tegenstander Uitslag | Tegenstander Uitslag | Rang |
| ----------------------------- | ----------------------- | ------------------------------------- | ------------------------------------------------------------------- | ----------------------------------------------------------- | ------------------------------------------------------- | -------------------- | -------------------- | ---- |
| Adam Berdichevsky             | Rolstoel enkelspel (m)  | AUS Ben Weekes V met 0-2 (4-6, 2-6)   | Uitgeschakeld                                                       | Uitgeschakeld                                               | Uitgeschakeld                                           | Uitgeschakeld        | Uitgeschakeld        | 33e  |
| Yosi Saadon                   | Quads enkelspel (m)     | Niet van toepassing                   | Niet van toepassing                                                 | NED Sam Schröder V met 0-2 (1-6, 2-6)                       | Uitgeschakeld                                           | Uitgeschakeld        | Uitgeschakeld        | 9e   |
| Guy Sasson                    | Rolstoel enkelspel (m)  | JPN Daisuke Arai V met 0-2 (1-6, 1-6) | Uitgeschakeld                                                       | Uitgeschakeld                                               | Uitgeschakeld                                           | Uitgeschakeld        | Uitgeschakeld        | 33e  |
| Shraga Weinenberg             | Quads enkelspel (m)     | Niet van toepassing                   | Niet van toepassing                                                 | NED Niels Vink V met 0-2 (0-6, 3-6)                         | Uitgeschakeld                                           | Uitgeschakeld        | Uitgeschakeld        | 9e   |
| Adam Berdichevsky Guy Sasson  | Rolstoel dubbelspel (m) | Niet van toepassing                   | BRA Rafael Medeiros Gomes Mauricio Pomme W met 2-0 (6-1, 2-0, ret.) | NED Tom Egberink Maikel Scheffers V met 1-2 (2-6, 6-2, 3-6) | Uitgeschakeld                                           | Uitgeschakeld        | Uitgeschakeld        | 9e   |
| Yosi Saadon Shraga Weinenberg | Quads dubbelspel (m)    | Niet van toepassing                   | Niet van toepassing                                                 | Niet van toepassing                                         | JPN Mitsuteru Moroishi Koji Sugeno V met 0-2 (5-7, 2-6) | Uitgeschakeld        | Uitgeschakeld        | 5e   |

### Zwemmen
| Atleet            | Onderdeel                             | Series              | Series              | Finale              | Finale              |
| Atleet            | Onderdeel                             | Resultaat           | Rang                | Resultaat           | Rang                |
| ----------------- | ------------------------------------- | ------------------- | ------------------- | ------------------- | ------------------- |
| Ami Omer Dadaon   | 50 m vrije slag, S4 (m)               | 0:38.42             | 2e                  | 0:37.21             | Goud                |
| Ami Omer Dadaon   | 100 m vrije slag, S4 (m)              | Gediskwalificeerd   | DSQ                 | Niet gekwalificeerd | Niet gekwalificeerd |
| Ami Omer Dadaon   | 200 m vrije slag, S4 (m)              | 2:56.66             | 1e                  | 2:44.84             | Goud                |
| Ami Omer Dadaon   | 50 m rugslag, S4 (m)                  | 0:48.28             | 9e                  | Niet gekwalificeerd | Niet gekwalificeerd |
| Ami Omer Dadaon   | 150 m individuele wisselslag, SM4 (m) | 2:33.92             | 2e                  | 2:29.48             | Zilver              |
| Bashar Halabi     | 100 m schoolslag, SB4 (m)             | 2:37.37             | 13e                 | Niet gekwalificeerd | Niet gekwalificeerd |
| Ariel Malyar      | 50 m vrije slag, S4 (m)               | 0:40.48             | 6e                  | 0:41.70             | 7e                  |
| Ariel Malyar      | 100 m vrije slag, S4 (m)              | 1:36.04             | 9e                  | Niet gekwalificeerd | Niet gekwalificeerd |
| Ariel Malyar      | 200 m vrije slag, S4 (m)              | 3:38.51             | 13e                 | Niet gekwalificeerd | Niet gekwalificeerd |
| Ariel Malyar      | 50 m rugslag, S4 (m)                  | 0:58.81             | 15e                 | Niet gekwalificeerd | Niet gekwalificeerd |
| Mark Malyar       | 50 m vrije slag, S7 (m)               | 0:28.57             | 5e                  | 0:28.49             | 6e                  |
| Mark Malyar       | 400 m vrije slag, S7 (m)              | 4:41.82             | 1e                  | 4:31.06             | Goud                |
| Mark Malyar       | 100 m rugslag, S7 (m)                 | 1:11.92             | 4e                  | 1:10.08             | Brons               |
| Mark Malyar       | 50 m vlinderslag, S7 (m)              | 0:33.90             | 12e                 | Niet gekwalificeerd | Niet gekwalificeerd |
| Mark Malyar       | 200 m individuele wisselslag, SM7 (m) | 2:32.86             | 1e                  | 2:29.01             | Goud                |
| Iad Josef Shalabi | 50 m rugslag, S1 (m)                  | Niet van toepassing | Niet van toepassing | 1:11.79             | Goud                |
| Iad Josef Shalabi | 100 m rugslag, S1 (m)                 | Niet van toepassing | Niet van toepassing | 2:28.04             | Goud                |
| Iad Josef Shalabi | 150 m individuele wisselslag, SM3 (m) | 4:52.88             | 11e                 | Niet gekwalificeerd | Niet gekwalificeerd |
|                   |                                       |                     |                     |                     |                     |
| Yuliya Godriychuk | 400 m vrije slag, S9 (v)              | 4:58.40             | 10e                 | Niet gekwalificeerd | Niet gekwalificeerd |
| Yuliya Godriychuk | 100 m vlinderslag, S9 (v)             | 1:13.08             | 6e                  | 1:13.35             | 7e                  |
| Yuliya Godriychuk | 200 m individuele wisselslag, SM9 (v) | 2:52.48             | 12e                 | Niet gekwalificeerd | Niet gekwalificeerd |
| Veronika Guirenko | 100 m vrije slag, S3 (v)              | 2:37.00             | 11e                 | Niet gekwalificeerd | Niet gekwalificeerd |
| Veronika Guirenko | 50 m rugslag, S3 (v)                  | 1:11.78             | 10e                 | Niet gekwalificeerd | Niet gekwalificeerd |
| Veronika Guirenko | 50 m schoolslag, SB3 (v)              | 1:22.17             | 14e                 | Niet gekwalificeerd | Niet gekwalificeerd |
| Veronika Guirenko | 150 m individuele wisselslag, SM4 (v) | 4:32.00             | 16e                 | Niet gekwalificeerd | Niet gekwalificeerd |
| Erel Halevi       | 100 m vrije slag, S7 (v)              | 1:20.08             | 13e                 | Niet gekwalificeerd | Niet gekwalificeerd |
| Erel Halevi       | 400 m vrije slag, S7 (v)              | Niet van toepassing | Niet van toepassing | 5:44.97             | 7e                  |
| Erel Halevi       | 100 m rugslag, S7 (v)                 | Niet van toepassing | Niet van toepassing | 1:40.68             | 6e                  |

Afghanistan · 
Algerije · 
Amerikaanse Maagdeneilanden · 
Angola · 
Argentinië · 
Armenië · 
Aruba · 
Australië · 
Azerbeidzjan · 
Bahrein · 
Barbados · 
Belarus · 
België · 
Benin · 
Bermuda · 
Bosnië en Herzegovina · 
Botswana · 
Brazilië · 
Bulgarije · 
Burkina Faso · 
Burundi · 
Cambodja · 
Canada · 
Centraal-Afrikaanse Republiek · 
Chili · 
China · 
Chinees Taipei · 
Colombia · 
Congo-Brazzaville · 
Congo-Kinshasa · 
Costa Rica · 
Cuba · 
Cyprus · 
Denemarken · 
Dominicaanse Republiek · 
Duitsland · 
Ecuador · 
Egypte · 
El Salvador · 
Estland · 
Ethiopië · 
Faeröer · 
Fiji · 
Filipijnen · 
Finland · 
Frankrijk · 
Gabon · 
Gambia · 
Georgië · 
Ghana · 
Griekenland · 
Groot-Brittannië · 
Guatemala · 
Guinee · 
Guinee‑Bissau · 
Haïti · 
Honduras · 
Hongarije · 
Hongkong · 
Ierland · 
IJsland · 
India · 
Indonesië · 
Irak · 
Iran · 
Israël · 
Italië · 
Ivoorkust · 
Jamaica · 
Japan · 
Jordanië · 
Kaapverdië · 
Kameroen · 
Kazachstan · 
Kenia · 
Kirgizië · 
Koeweit · 
Kroatië · 
Laos · 
Lesotho · 
Letland · 
Libanon · 
Liberia · 
Libië · 
Litouwen · 
Luxemburg · 
Madagaskar · 
Maleisië · 
Mali · 
Malta · 
Marokko · 
Mauritius · 
Mexico · 
Moldavië · 
Mongolië · 
Montenegro · 
Mozambique · 
Namibië · 
Nederland · 
Nepal · 
Nicaragua · 
Nieuw-Zeeland · 
Niger · 
Nigeria · 
Noord-Macedonië · 
Noorwegen · 
Oeganda · 
Oekraïne · 
Oezbekistan · 
Oman · 
Oostenrijk · 
Pakistan · 
Palestina · 
Panama · 
Papoea-Nieuw-Guinea · 
Peru · 
Polen · 
Portugal · 
Puerto Rico · 
Qatar · 
Roemenië · 
Russisch Paralympisch Comité ·
Rwanda · 
Saint Vincent en Grenadines · 
Samoa · 
Saoedi-Arabië · 
Sao Tomé en Principe · 
Senegal · 
Servië · 
Seychellen · 
Sierra Leone · 
Singapore · 
Slovenië · 
Slowakije · 
Somalië · 
Spanje · 
Sri Lanka · 
Syrië · 
Tadzjikistan · 
Tanzania · 
Thailand · 
Togo · 
Tonga · 
Trinidad en Tobago · 
Tsjechië · 
Tunesië · 
Turkije · 
Turkmenistan · 
Uruguay · 
Venezuela · 
Verenigde Arabische Emiraten · 
Verenigde Staten · 
Vietnam · 
Zimbabwe · 
Zuid-Afrika · 
Zuid-Korea · 
Zweden · 
Zwitserland
Paralympisch Vluchtelingen Team